# Otto Tornau
Otto Tornau (* 17. März 1886 in Beidersee; † 6. Januar 1982 in Göttingen) war ein deutscher Pflanzenbauwissenschaftler.

## Leben
Otto Tornau, Sohn eines Gutsbesitzers, studierte Landwirtschaft an der Universität Göttingen und promovierte 1911 bei Conrad von Seelhorst mit einer Sortenbeschreibung über Göttinger Hafersorten. Nach mehrjähriger Tätigkeit als Leiter eines Saatzuchtbetriebes in Thüringen kehrte er 1918 wieder an die Universität Göttingen zurück. 1920 habilitierte er sich hier für das Gesamtgebiet der Landwirtschaftslehre mit einer Untersuchung über den Einfluss des Weltkrieges auf die Betriebsverhältnisse von Gutsbetrieben. Von 1922 bis 1955 war er als Nachfolger seines Lehrers Conrad von Seelhorst ordentlicher Professor für Pflanzenbau an der Universität Göttingen.
Tornau war Mitunterzeichner einer am 24. April 1933 veröffentlichten „Gegenerklärung“ von 42 Hochschullehrenden, die nach dem Rücktritt des jüdischen Physikers und Nobelpreisträgers James Franck von seiner Professur als Protest gegen das nationalsozialistische „Gesetz zur Wiederherstellung des Berufsbeamtentums“ Francks Schritt als „Sabotageakt“ diffamierten und hofften „dass die Regierung die notwendigen Reinigungsmaßnahmen daher beschleunigt durchführen wird“.
Sein Nachfolger von als ordentlicher Professor und Direktor das Institut für Pflanzenbau und Pflanzenzüchtung wurde 1955 Arnold Scheibe.

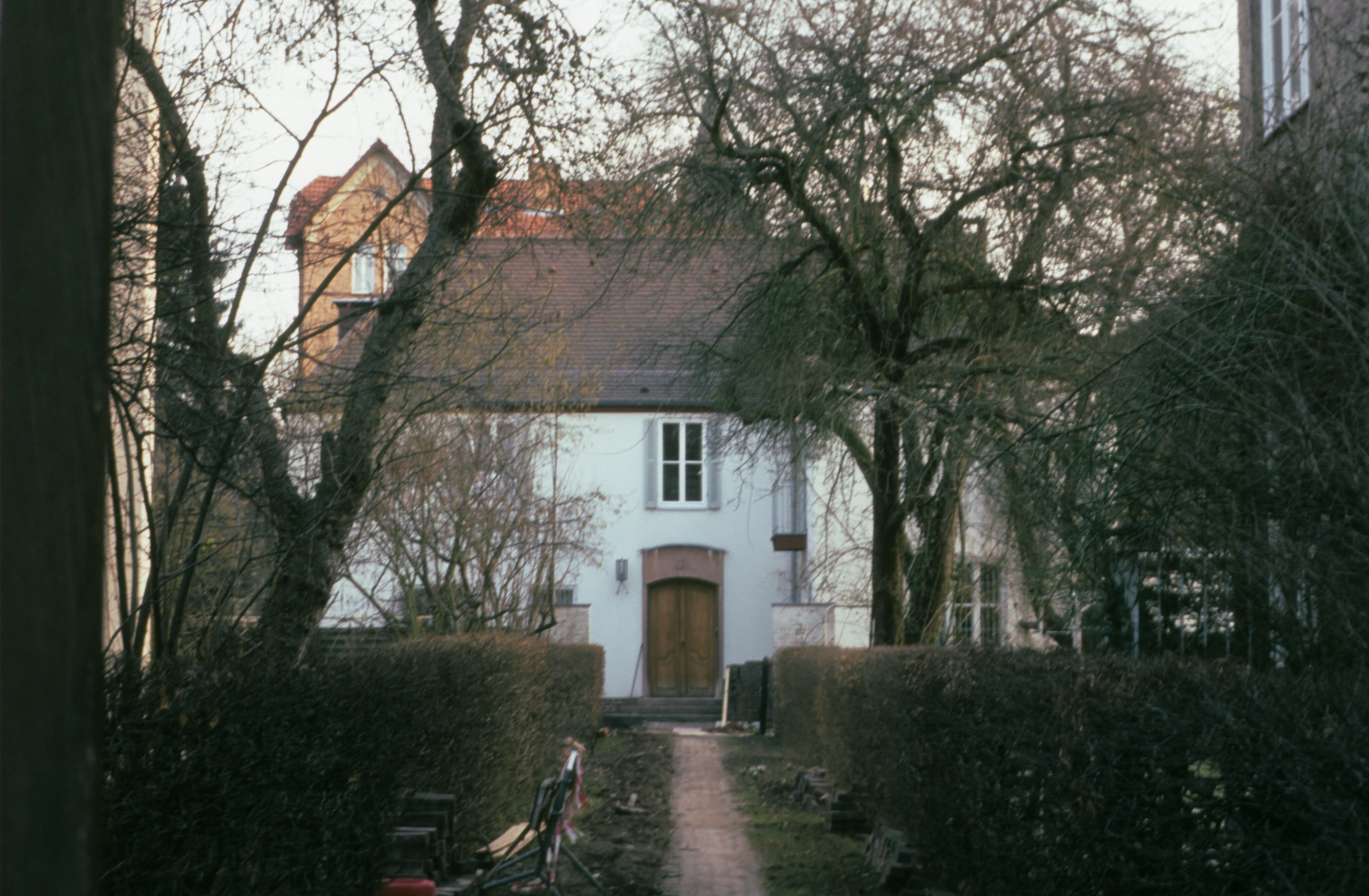
Haus Tornau, Am Goldgraben 8A in Göttingen, Nordfassade (2006)

Otto Tornau ließ 1933–1934 im Göttinger Ostviertel (Am Goldgraben 8A) für sich und seine Familie eine „Professorenvilla“ nach Plänen des Architekten Diez Brandi erbauen.

## Forschungsschwerpunkte
Die Berufung Tornaus im Jahre 1922 fiel zusammen mit einer grundlegenden Umstrukturierung der Landwirtschaftswissenschaften an der Universität Göttingen. Der Umfang des Wissens in den einzelnen Fachgebieten war inzwischen so stark angewachsen, dass die bestehende Organisationsstruktur, bei der alle landwirtschaftlichen Universitätsdisziplinen in einem Institut vereint waren, nicht mehr realitätsgerecht erschien. Nach dem Vorbild Kurt von Rümkers (1859–1940), der an der Universität Breslau bereits 1900 selbständige Institute für die wichtigsten landwirtschaftlichen Fachgebiete eingerichtet hatte, wurde dieser Weg der Differenzierung 1922 auch in Göttingen beschritten und Tornau zum Direktor eines neu gegründeten Instituts für Pflanzenbau ernannt.
Tornaus Forschungsschwerpunkt war zunächst das Problem der unterschiedlichen Dürreresistenz der Getreidesorten. Er versuchte zunächst zu klären, ob physiologische oder morphologische Eigenschaften der Kulturpflanzen zur sortenkundlichen Bewertung der Dürreresistenz herangezogen werden können. Die überwiegend in Vegetationsgefäßen durchgeführten Experimente erbrachten jedoch widersprüchliche Ergebnisse und zeigten die methodischen Grenzen von Gefäßversuchen. Nach 1930 stellte Tornau seine Forschungsarbeiten auf eine breitere ökologische Basis. Fortan standen Feldversuche über grundlegende Beziehungen zwischen Boden, Wasser und Pflanze im Mittelpunkt. Besondere Aufmerksamkeit widmete er dabei dem Wurzelwachstum der Kulturpflanzen und den Problemen der Bodenbearbeitung. Viele seiner Feldversuche dienten allein dem Ziel, durch geeignete Bearbeitungsmaßnahmen den Wasserhaushalt der Ackerböden positiv zu beeinflussen.

## Buchautor und Schriftleiter
Bereits 1931 hatte Otto Tornau in dem von Edwin Blanck herausgegebenen elfbändigen „Handbuch der Bodenlehre“ einen wegweisenden Beitrag über landwirtschaftliche Bodenbearbeitung beigesteuert. Tornaus Anliegen, die Probleme der Bodenbearbeitung und auch andere Gebiete der Ackerbaulehre breiteren Kreisen zugänglich zu machen, führte zu seinem in einer Lehrbuch-Reihe erschienenen Buch Der Boden, von dem zwischen 1935 und 1943 acht Auflagen erschienen. Mit einer Gesamtzahl von 121.000 gedruckten Exemplaren erzielte es eine Auflagenhöhe, die noch von keinem anderen Buch mit dieser Thematik erreicht worden ist. Als nach dem Tod von Theodor Roemer dessen gemeinsam mit Fritz Scheffer herausgegebenes Lehrbuch des Ackerbaus wieder aufgelegt werden sollte, übernahm Otto Tornau die Neubearbeitung des ackerbaulichen Teiles. 1953 erschien die vierte, 1959 die fünfte Auflage mit seinem Namen.
Untrennbar ist der Name Otto Tornau mit der Zeitschrift für Acker- und Pflanzenbau verbunden. Von 1922 bis 1963 war Tornau Mitherausgeber, seit 1927 zugleich alleiniger Schriftleiter dieser Zeitschrift, die bis 1944 unter dem Titel Journal für Landwirtschaft erschien. Ursprünglich veröffentlichte diese älteste, heute noch erscheinende wissenschaftliche Zeitschrift der Landwirtschaftslehre Beiträge aus allen landwirtschaftlichen Disziplinen. Unter der Federführung Tornaus entwickelte sie sich zu einer rein pflanzenbaulichen Fachzeitschrift.

## Lehrtätigkeit und Schüler
Als Hochschullehrer hat Tornau den landwirtschaftlichen Pflanzenbau in seiner ganzen Breite vertreten. Die Ausbildung von Studenten und jungen Wissenschaftlern, aber auch die von praktischen Landwirten war für ihn eine Herzensangelegenheit. An den experimentellen Forschungsarbeiten seines Instituts war stets ein großer Schülerkreis beteiligt. 62 Doktoranden führte er zur Promotion, vier davon (Konrad Meyer, Georg Gliemeroth, Karl Bär und Rolf Hübner) habilitierten sich unter seiner Ägide.  Weitere Schüler waren Walther Brouwer und Karl Boekholt.

## Ehrungen
Otto Tornau war Ehrenmitglied mehrerer landwirtschaftlicher Fachgesellschaften. Die Landwirtschaftliche Hochschule Hohenheim verlieh ihm 1961 die Würde eines Ehrendoktors.

## Schriften
- Göttinger Hafer I, II, III und IV. Eine Sortenbeschreibung. Diss. phil. Göttingen 1911. Auszug in: Journal für Landwirtschaft Bd. 59, 1911, S. 137–184.
- Eine norddeutsche Wirtschaft unter dem Einflusse des Krieges. Habil.-Schr. Phil. Fak. Göttingen 1920. Zugl. in: Landwirtschaftliche Jahrbücher Bd. 56, 1921, S. 243–311.
- Landwirtschaftliche Bodenbearbeitung. In: Handbuch der Bodenlehre, hrsg. von Edwin Blank, Julius Springer Verlag Berlin; Bd. 9, 1931, S. 93–208.
- Der Boden. Landwirtschaftliche Lehrbuch-Reihe. 1. Teil. Reichsnährstand Verlag Berlin 1935, 2. Aufl. 1937, 3. Aufl. 1938, 4. Aufl. 1939, 5. Aufl. 1940, 6. Aufl. 1941, 7. Aufl. 1942, 8. Aufl.1943.
- Die Pflanzen. Landwirtschaftliche Lehrbuch-Reihe 2. Teil. Reichsnährstand Verlag Berlin 1935.
- Roemer-Scheffer: Lehrbuch des Ackerbaues. 4. Aufl. neubearbeitet von F. Scheffer und O. Tornau. Verlag Paul Parey, Berlin und Hamburg 1953. - 5. Aufl. ebd. 1959.
- Ernst Klapp zum 65.Geburtstage. In: Zeitschrift für Acker- und Pflanzenbau Bd. 108, 1959, S. 1–4.
- Drechsler, Gustav. In: Neue Deutsche Biographie (NDB). Band 4, Duncker & Humblot, Berlin 1959, ISBN 3-428-00185-0, S. 105 f. (Digitalisat auf daten.digitale-sammlungen.de, abgerufen am 27. März 2023).

## Archivalien
- Universitätsarchiv Göttingen, Signatur: Kur. 11444 (Personalakte, 1920–1982, 6 Bände); Findbucheintrag auf arcinsys.niedersachsen.de, abgerufen am 27. März 2023.
- Bundesarchiv, Berlin Document Center: Pk. O. Tornau (Akte 1936–1942, enthält Beurteilung des NSDAP-Mitglieds Tornau[3])